# Шюкрю Сараджоглу (стадіон)
Фенербахче Шюкрю Сараджоглу (тур. Fenerbahçe Şükrü Saracoğlu) — футбольний стадіон у Стамбулі, Туреччина, домашня арена футбольного клубу «Фенербахче». Є одним з двох п'ятизіркових стадіонів (за класифікацією УЄФА) у Туреччині. Вміщує 50,5 тис. глядачів, у тому числі 45 тис. сидячих місць. За іншими даними (офіційний сайт УЄФА), місткість стадіону — 50.509 глядачів. Сучасну назву стадіон отримав на честь колишнього президента клубу «Фенербахче» Шюкрю Сараджоглу (1930—1940 роки).
У своєму початковому вигляді був відкритий у 1908 році, зазнав повної реконструкції з 1999 по 2006 рік. 4 жовтня 2006 року, після числе́нних оглядів інспекторами УЄФА, був обраний місцем проведення фінальної гри Кубка УЄФА, яка відбудеться у травні 2009 року. Після цієї гри планується нова реконструкція, в результаті якої буде збільшено місткість арени, а дах стане розсувним.

## Останній фінал Кубка УЄФА
20 травня 2009 на «Шюкрю Сараджоглу» відбувся останній в історії фінал Кубка УЄФА.

## Галерея зображень

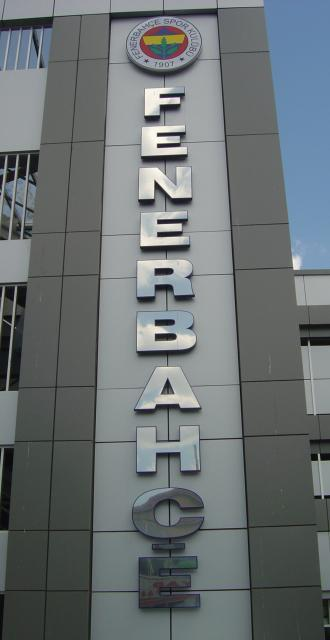
Напис на стадіоні
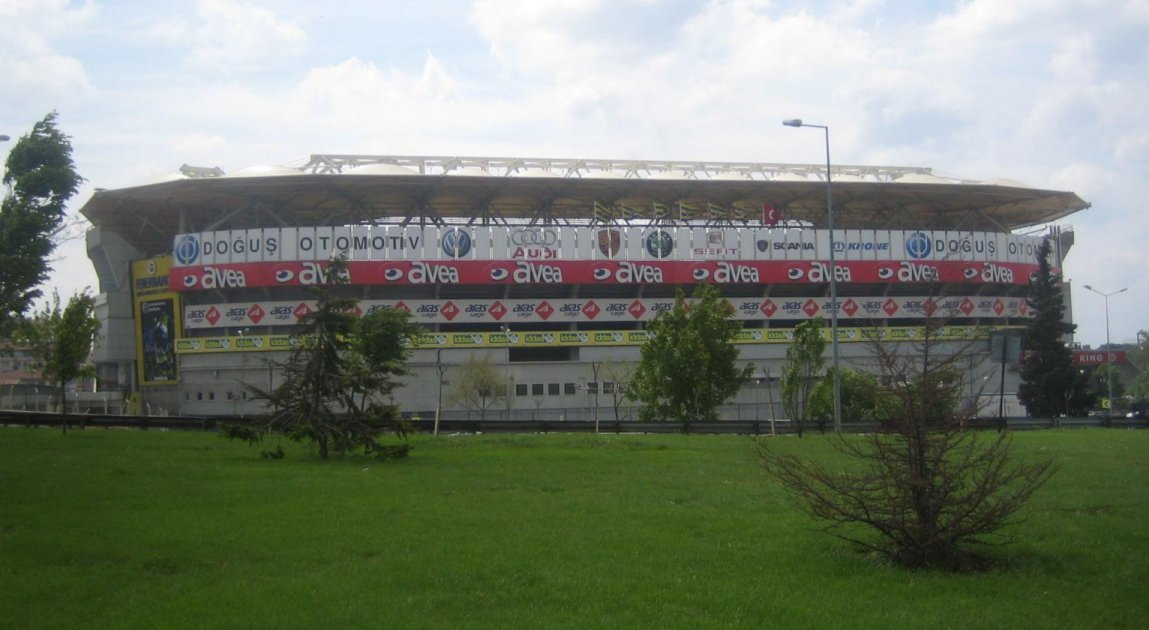
Вигляд західної трибуни ззовні
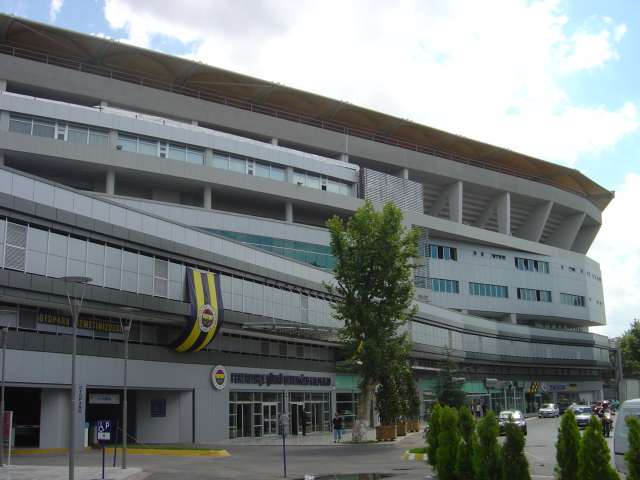
Вхід на стадіон
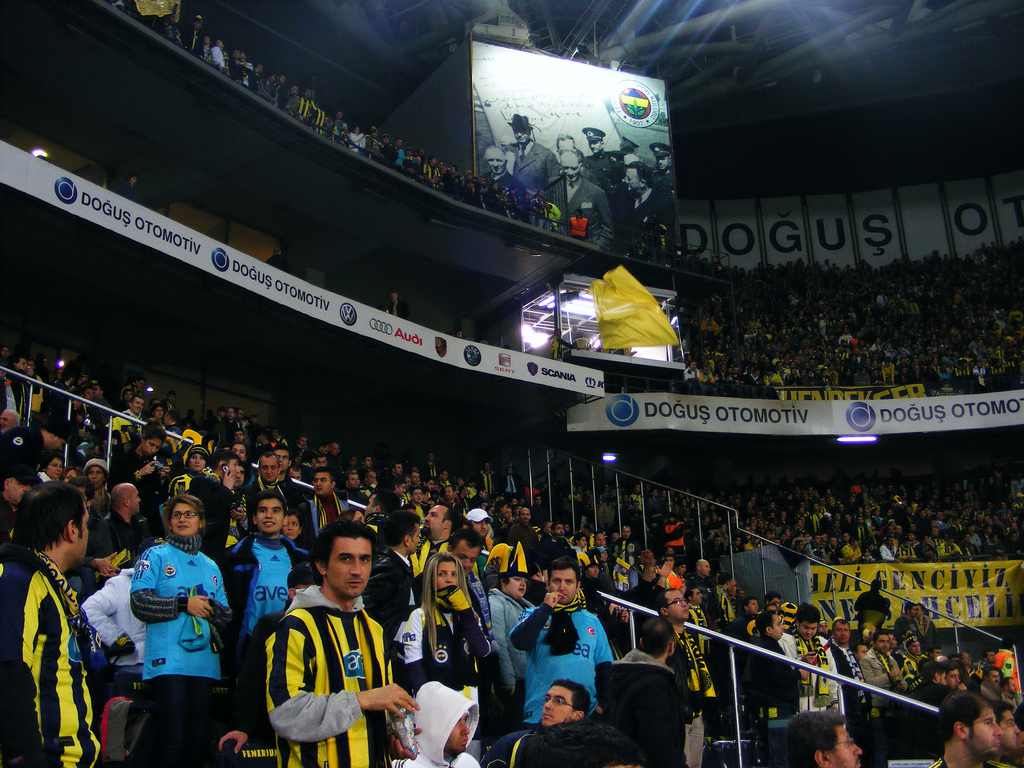
Внутрішній вигляд
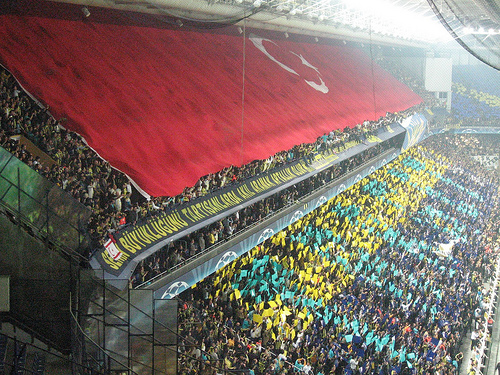
Внутрішній вигляд
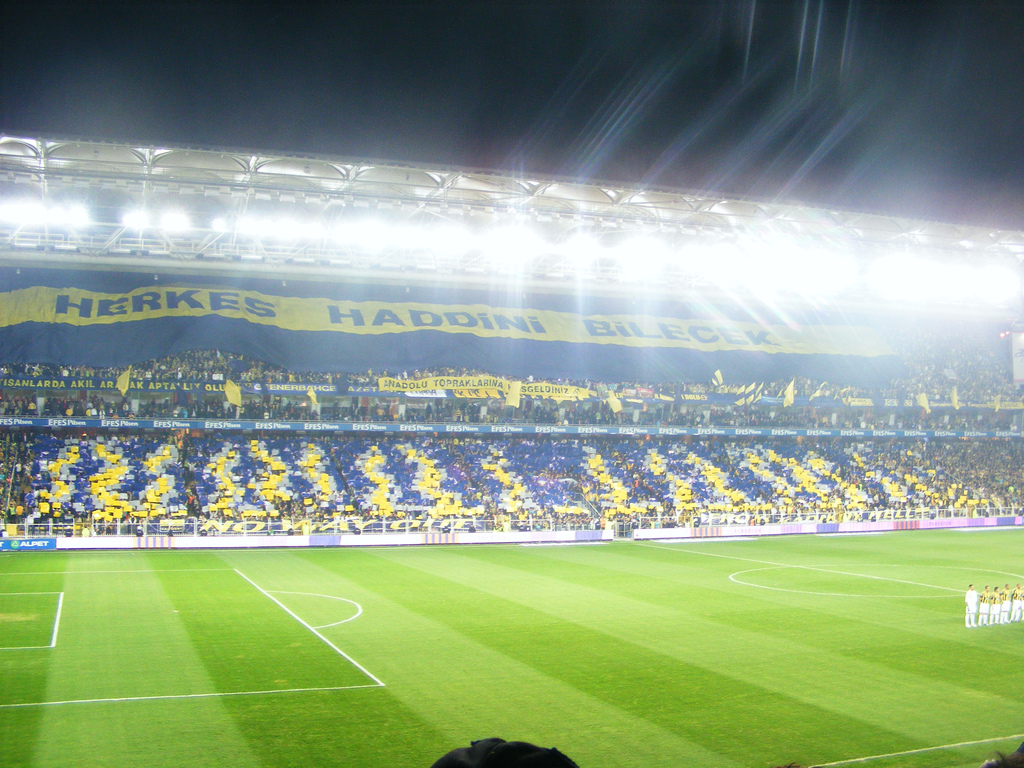
Внутрішній вигляд
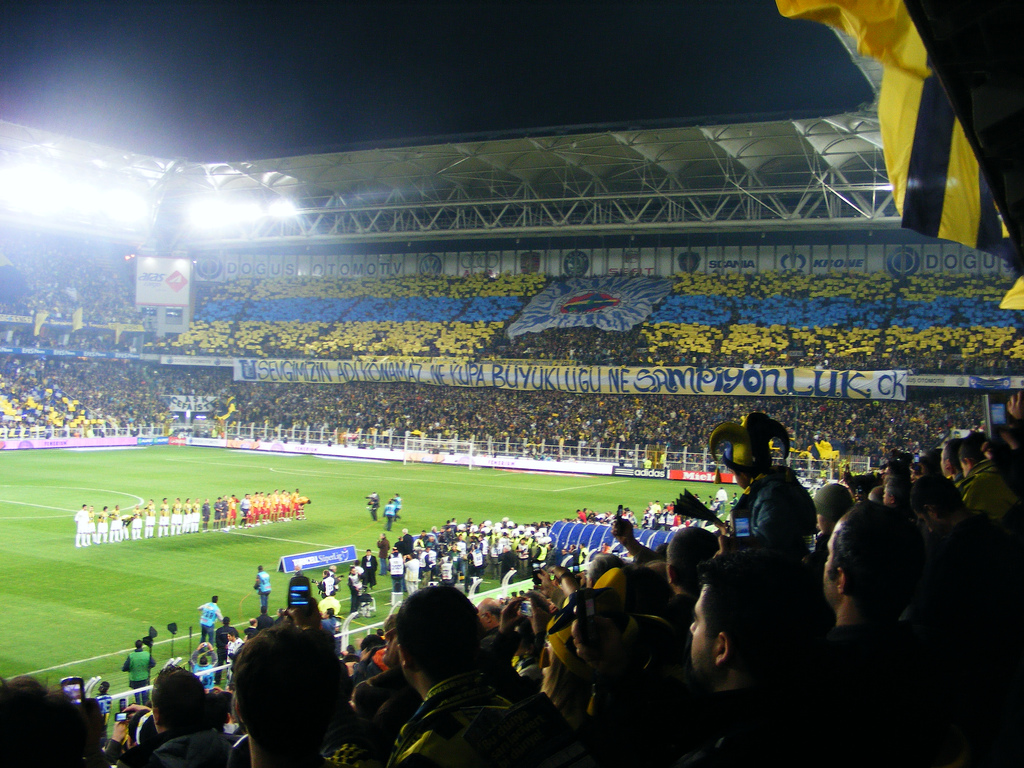
Внутрішній вигляд
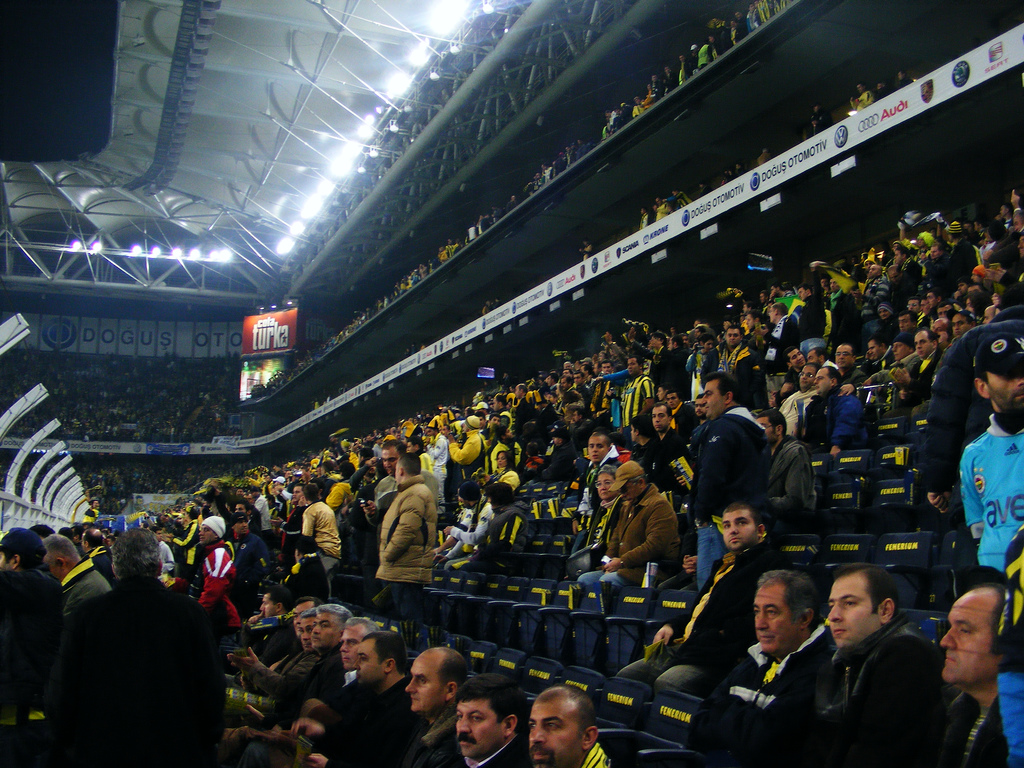
Внутрішній вигляд